# Stanisław Szulakiewicz
Stanisław Szulakiewicz (ur. 1890, zm. 5 sierpnia 1910 na Małym Jaworowym Szczycie) – polski taternik.

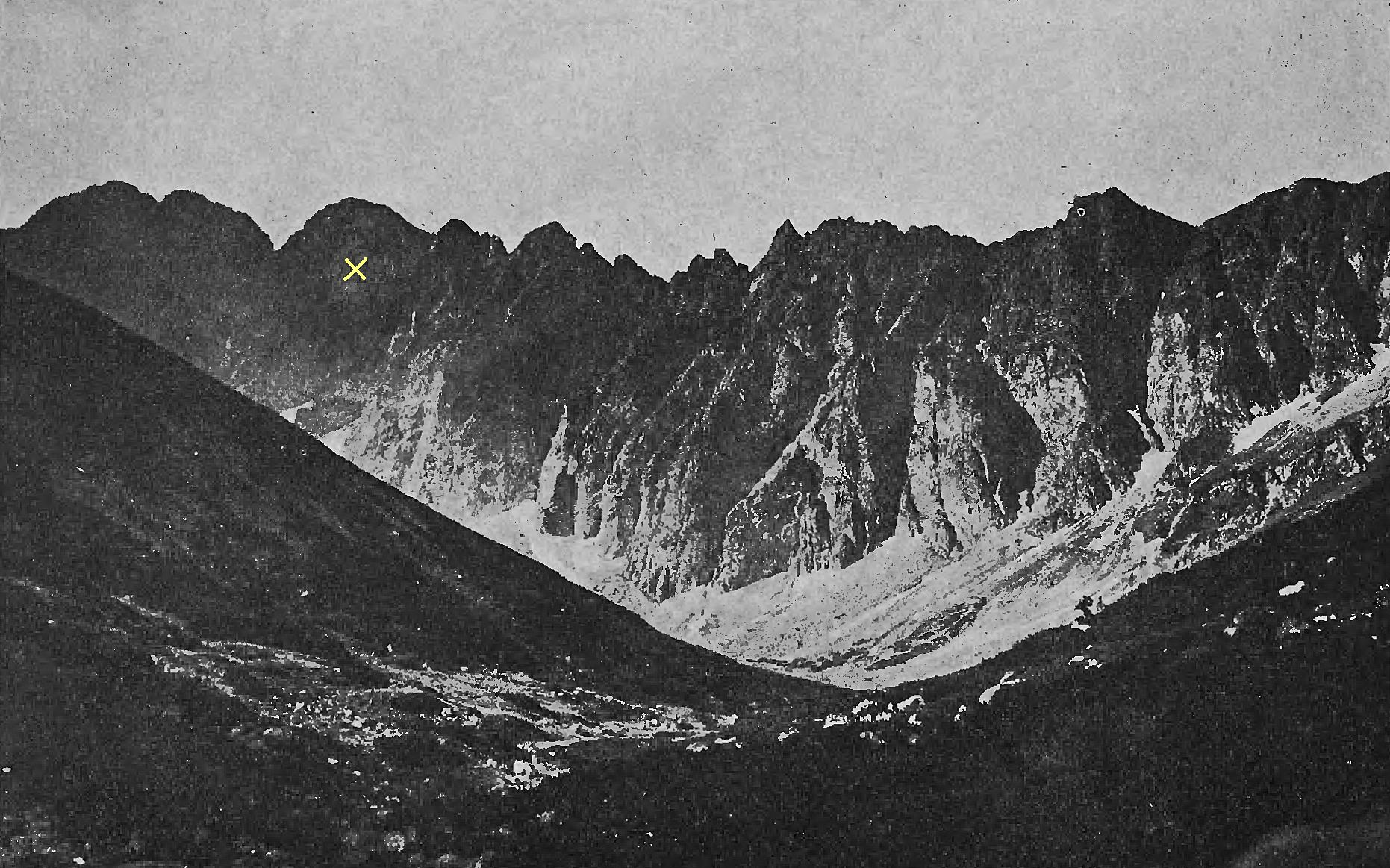
Panorama Jaworowego Szczytu (1910). Oznaczono (X) miejsce upadku Stanisława Szulakiewicza

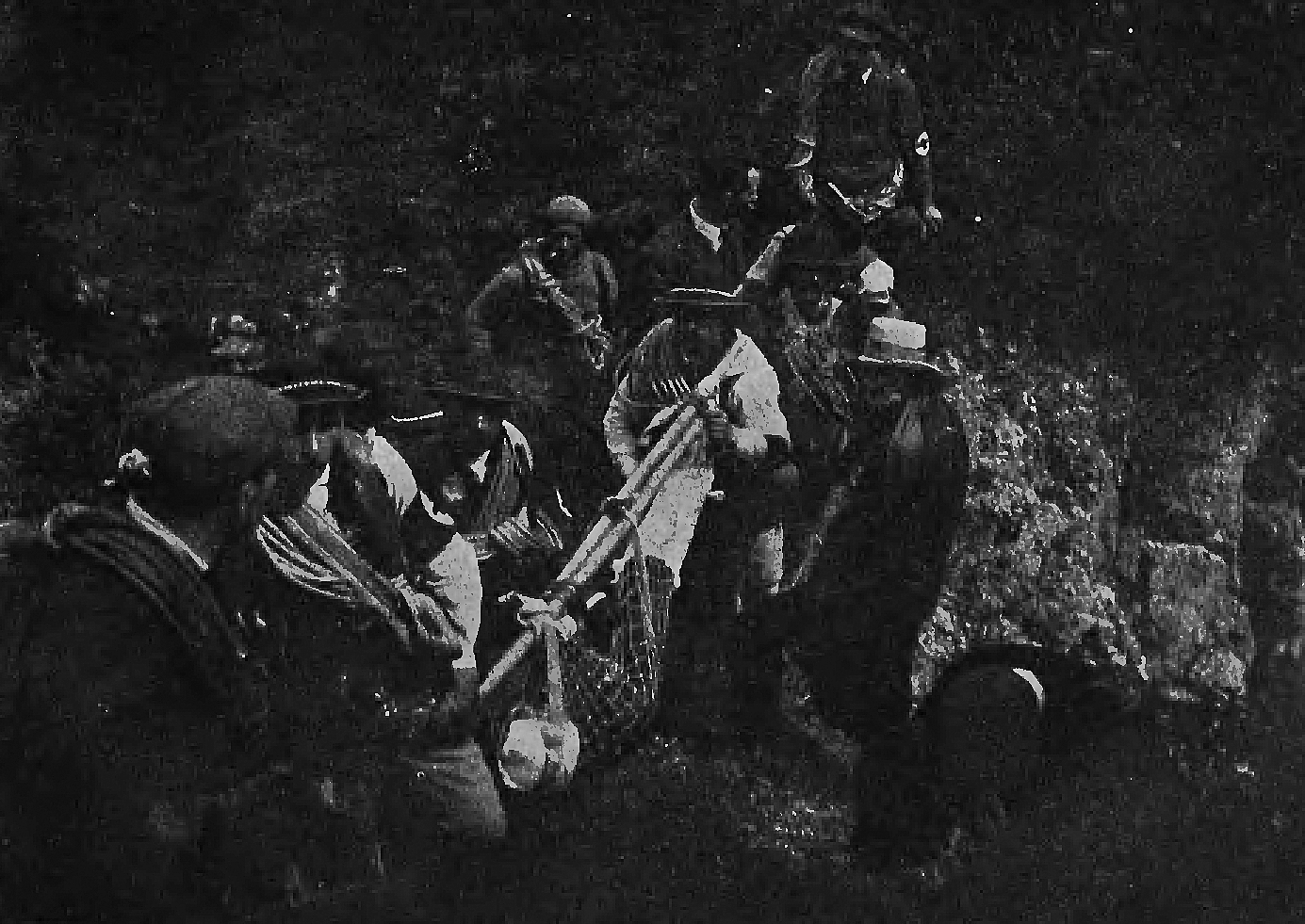
Znoszenie ciała Stanisława Szulakiewicza

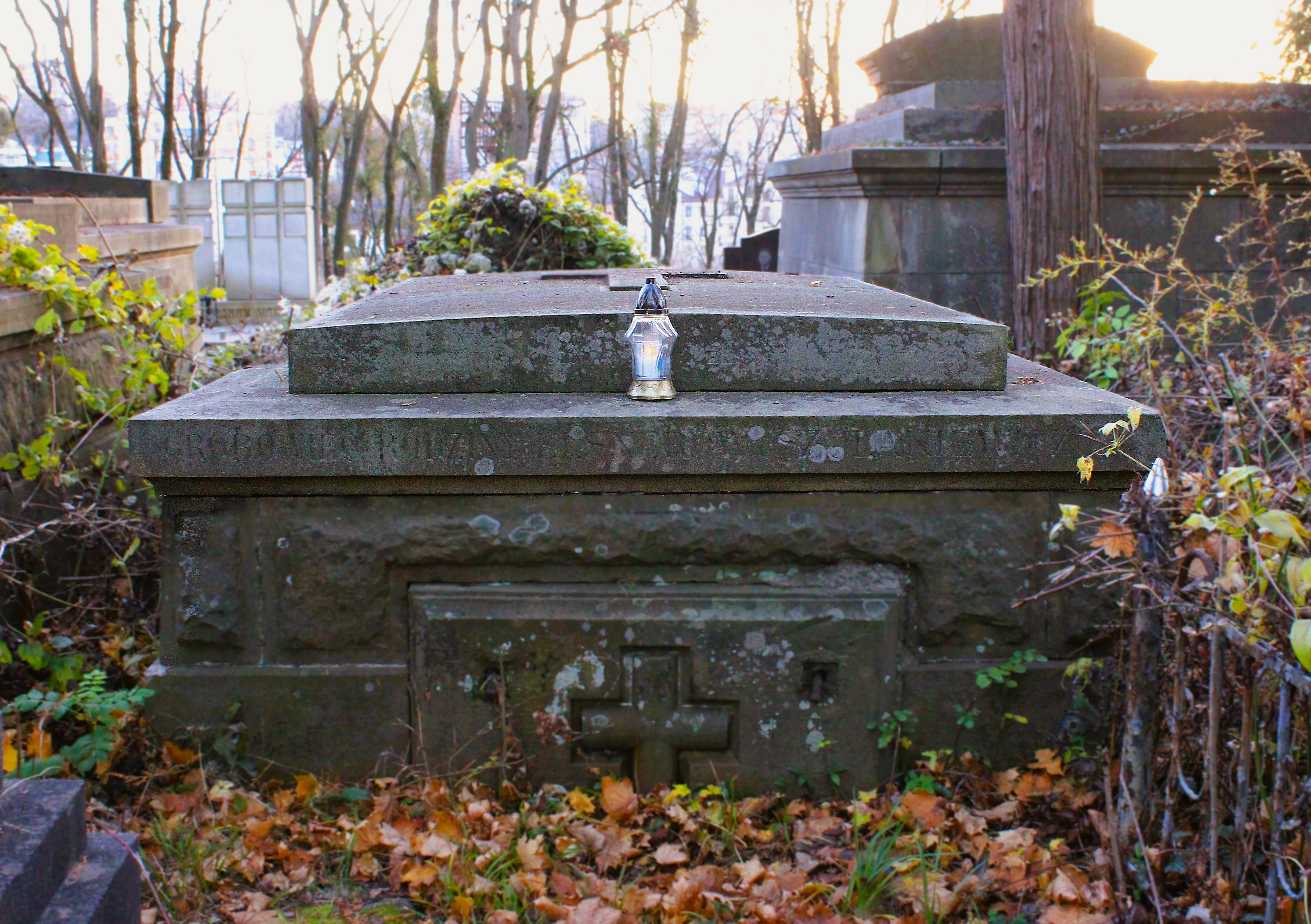
Grobowiec rodziny Szulakiewiczów

## Życiorys
Był studentem Politechniki Lwowskiej. Mimo młodego wieku był już doświadczonym taternikiem. Witold Henryk Paryski w swoich przewodnikach wspinaczkowych wymienia go 18 razy jako autora pierwszych przejść taternickich.
Na początku sierpnia 1910 był na wyprawie w Tatrach wraz z innym studentem Józefem Bizoniem oraz z Janem Jarzyną. W czwartek 4 sierpnia 1910 wyruszyli z Zakopanego. Wobec trudnych warunków atmosferycznych Bizoń zawrócił do Zakopanego, a Szulakiewicz z Jarzyną – mimo perswazji – postanowili kontynuować wspinaczkę. Planowali przejście na północnej ścianie wówczas jeszcze nie zdobytego Małego Jaworowego (2380 m) w Dolinie Jaworowej. Obaj przeszli na stron węgierską, a trafiając na zadymę śnieżną stracili orientację w drodze. Na około 300-metrowej ścianie wspinali się związani 20-metrową liną. Podczas wspinaczki Jarzyna, wskutek skurczu dłoni, odpadł pociągając za sobą związanego z nim Szulakiewicza. Lina szczęśliwie zahaczyła o skały powstrzymując dalsze opadanie, lecz mimo tego obaj wpadli pomiędzy skały i doznali obrażeń. Szulakiewicz po upadku doznał poważnej kontuzji i nie był w stanie zejść ze ściany, wobec czego Jarzyna przywiązał go liną do maliniaka, pozostawił mu jedzenie, a sam zdołał dojść do wsi Jaworzyna po węgierskiej stronie, następnie do Morskiego Oka, skąd telefonicznie wezwał pomoc niedawno utworzonego TOPR-u. Wyruszyły wtedy dwie ekspedycje – jedna Mariusza Zaruskiego, a druga Klimka Bachledy. Akcja ratownicza odbywała się podczas nieustannie padającego deszczu zmieszanego ze śniegiem. W związku z brakiem rezultatów oraz złą pogodą w niedzielę wysłano dwie kolejne ekspedycje. Ostatecznie w poniedziałek odnaleziono zwłoki Szulakiewicza (dokonał tego Wojciech Tylka Suleja), znajdującego się pomiędzy głazem a ścianą, którego śmierć nastąpiła wskutek odniesionych ran i zmarznięcia. Jego ciało przeniesiono do Zakopanego, a następnie przewieziono do Lwowa.
W wyprawie ratowniczej zaginął ratownik Klemens Bachleda, jeden z najsłynniejszych przewodników swoich czasów.
Stanisław Szulakiewicz został pochowany w grobowcu rodzinnym na Cmentarzu Łyczakowskim we Lwowie.

## Upamiętnienie
Stanisław Szulakiewicz został upamiętniony przez nadanie kilku tatrzańskim obiektom nazwy od jego nazwiska. Jest to np. Żleb Szulakiewicza i Rynna Szulakiewicza.